# Petición de Derechos
La Petición de Derechos (en inglés Petition of Right) es un importante documento constitucional inglés que establece garantías concretas para los súbditos que no pueden ser vulneradas por nadie, ni siquiera por el Rey. Concedida el 7 de junio de 1628, la petición contiene restricciones sobre impuestos no establecidos por el parlamento, acantonamiento forzado de soldados en casas particulares, encarcelamiento sin causa y restricciones en el uso de la ley marcial. 

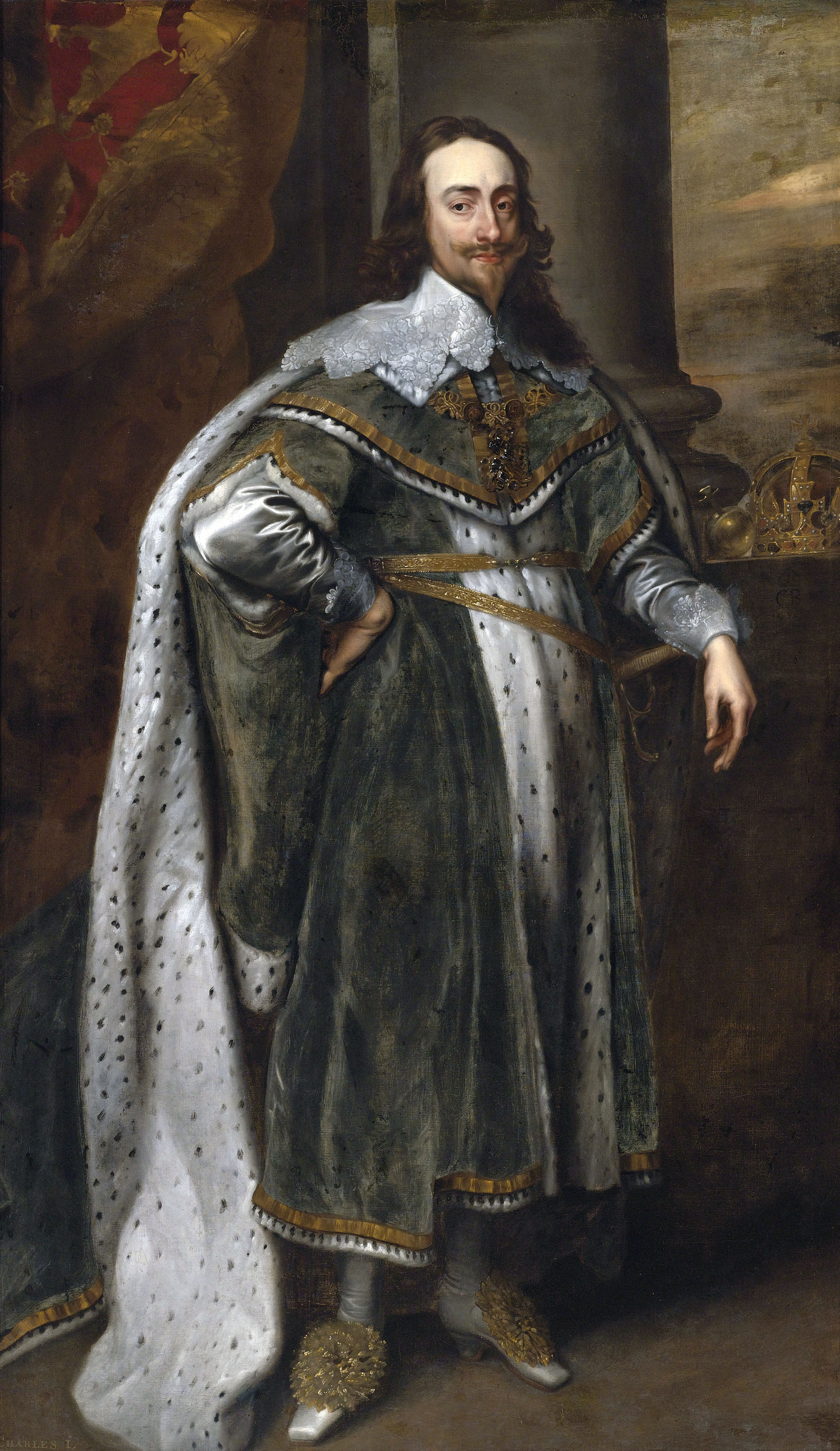
Carlos I de Inglaterra, por Van Dyck.

Tiene su origen en las desavenencias que surgieron entre el parlamento y el Rey Carlos I de Inglaterra debido a la actuación en la guerra de los Treinta Años. El parlamento se negó a conceder subvenciones para apoyar dicha guerra. Esto llevó al Rey Carlos a recaudar impuestos sin aprobación del parlamento y a encarcelar arbitrariamente a aquellos que se negasen a pagarlos. Por otra parte, la situación del país en la guerra llevó al acantonamiento forzoso de tropas en casas de civiles y a decretar la ley Marcial en la mayor parte del territorio.
Como respuesta, la Cámara de los Comunes preparó un grupo de cuatro Resoluciones censurando estos actos y reformulando la validez de la Carta Magna y el requisito legal de habeas corpus. Carlos rechazó las resoluciones y disolvió el parlamento. Después de esto los Comunes se reunieron el 6 de mayo y decidieron redactar una petición de derechos.

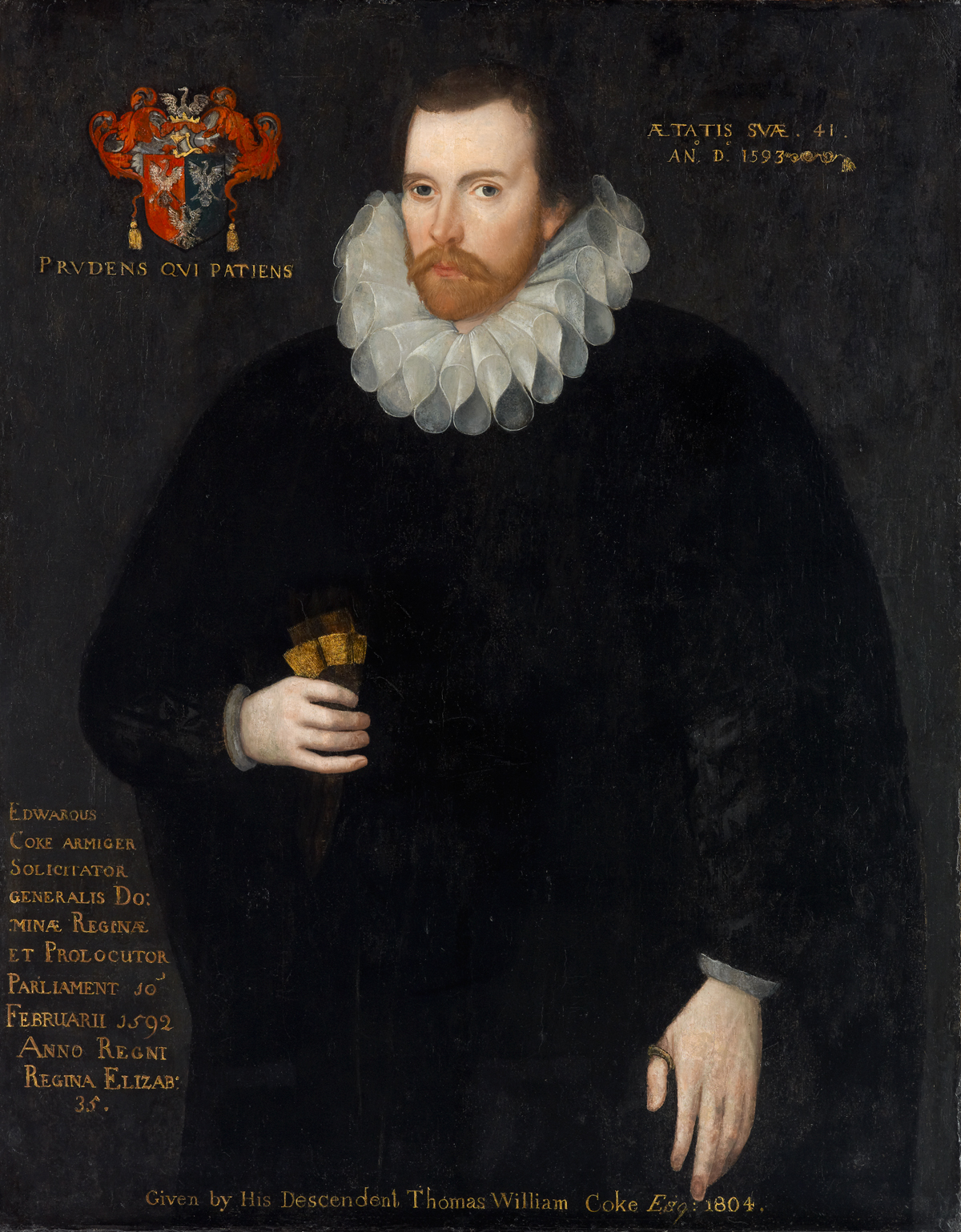
Sir Edward Coke, redactor de las Resoluciones.

El 8 de mayo, un comité reunido por Sir Edward Coke envió un borrador a la Cámara de los Lores. Después de tres semanas de debates entre ambas cámaras se ratificó la Petición de derechos los días 26 y 27 de mayo. Después de intensos debates y de llegar a restringir a los comunes el derecho a hablar libremente, el Rey cedió a la presión; ante la necesidad de apoyo parlamentario frente a la guerra, la Petición fue aceptada el 2 de junio. Descontentas con el método elegido, las dos cámaras aunaron esfuerzos para solicitar al rey que ratificara totalmente la petición, lo que hizo el 7 de junio.
A pesar de las discusiones sobre su estatus legal, la Petición de derechos fue muy influyente: en el ámbito doméstico se considera uno de los documentos constitucionales más famosos, del mismo valor que la Carta Magna, y el Bill of Rights de 1689. En una época en que la principal alianza del Rey Carlos contra los comunes era la Cámara Alta, la disposición de ambas cámaras a trabajar juntas marcó un nuevo estadio en la crisis constitucional que conduciría finalmente a la guerra civil inglesa. La petición permanece vigente en el Reino Unido, y gracias a la legislación imperial, en muchas partes de la Commonwealth, incluidas Australia y Nueva Zelanda.
Internacionalmente influyó en el Body of Liberties de Massachusetts y es considerada la predecesora de la tercera, quinta, sexta y séptima enmiendas de la Constitución de los Estados Unidos de América.

## La guerra de los Treinta Años y los "préstamos obligatorios"
Carlos I heredó de su padre el Rey Jaime I de Inglaterra la guerra de los Treinta Años y la consecuente crisis económica que supone una guerra tan larga para las arcas de un estado. Para financiar la guerra siguió como su padre pidiendo ayuda económica al parlamento, lo que le acarreó la animadversión de la Cámara de los Comunes que esperaban que esto cambiara con el nuevo rey. Estos, además de negarse a proporcionar tal ayuda, investigaron al Duque de Buckingham, su principal aliado. Tras esto el Rey disolvió el parlamento y decretó los "préstamos forzosos" , que obligaban, bajo pena de cárcel, a prestar dinero a la corona sin necesidad de autorización por el parlamento. Muchos se negaron a pagar pero en la siguiente sesión parlamentaria en marzo de 1627 la mayoría de parlamentarios así como la opinión pública eran opuestos al Rey y al Duque de Buckingham ya que se llegó a encarcelar a alrededor de unos 70 nobles por este motivo.

## La ley marcial y la respuesta del parlamento
Para sobrellevar la guerra en curso, Jaime I de Inglaterra había introducido la ley marcial en grandes áreas del país. Carlos I la fue ampliando a medida que faltaba el dinero para las pagas de las tropas debido a las restricciones parlamentarias y los soldados empezaban a sublevarse. Según las leyes de la época, la ley marcial la declaraba el comandante y un grupo de oficiales decidían sobre los delitos antes de pasar el caso al capitán que era quién juzgaba. En la práctica las cosas fueron totalmente distintas. Se conoce el caso de Dover donde los propios oficiales autorizaron juicios sumarios que incluían la ejecución de personas, llegando incluso a juzgarse a civiles con sentencias de muerte. Todo esto no soluciónó tampoco el problema de los motines ya que los soldados conseguían escaparse de la jurisdicción de los oficiales. Finalmente se decretó la ley marcial en todo el país.
En aquella época la ley marcial no se consideraba una ley sustantiva sino la suspensión de la ley que quedaba supeditada al antojo de los jefes militares, aunque solo podía aplicarse en tiempo de guerra o de rebelión en el reino. En reinados anteriores esto no había supuesto un problema pero en este caso la poca popularidad del rey Carlos y su falta de apoyos parlamentarios hicieron que esta medida tuviera muy mala acogida en el parlamento y aumentaron sus opositores.
Carlos decidió que su única opción para continuar con la guerra era pedir dinero de nuevo. El parlamento se reunió por ello el 17 de marzo de 1628 pero debatió sobre las libertades, enfureciéndose aún más con el rey cuando descubrió que quería legalizar los préstamos forzosos. Es entonces cuando Coke decidió preparar las Resoluciones, lo que hizo el 1 de abril. Estas resoluciones fueron una serie de declaraciones parlamentarias en las que se basó la petición de derechos y abarcaron los siguientes puntos: declarar ilegal el encarcelamiento excepto en el caso de que se cometa un delito, garantizar el habeas corpus para todo el mundo, que no se decrete la prisión preventiva para los acusados hasta que se demuestre el crimen que han cometido, y que los impuestos no aprobados por el parlamento como los préstamos forzosos sean declarados ilegales.
Las Resoluciones fueron aceptadas unánimemente por la Cámara de los Comunes el 3 de abril y las presentaron en la Cámara de los Lores. Allí recibieron una acogida mixta y Carlos I las rechazó.

## La negativa del Rey y la respuesta conjunta de las dos cámaras

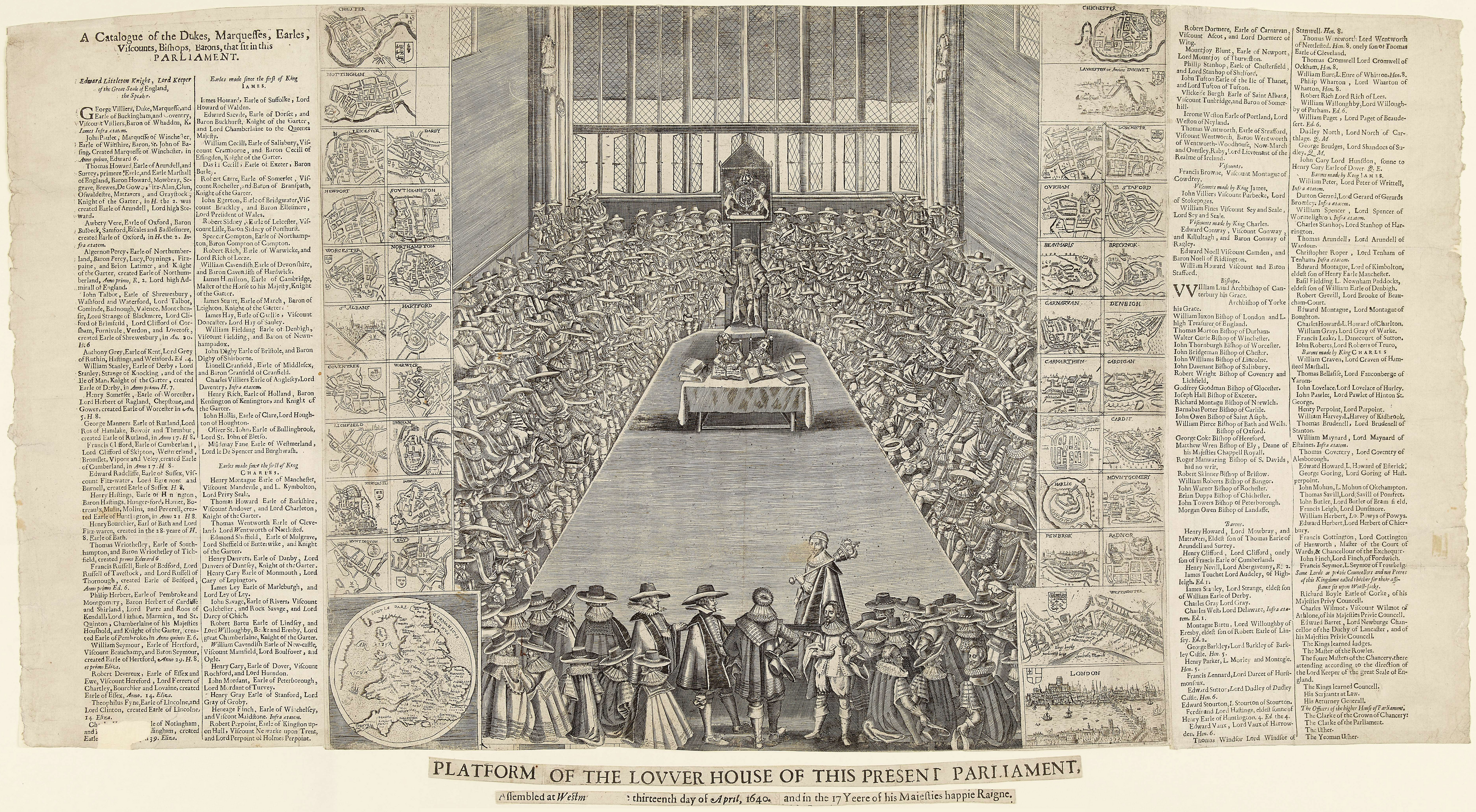
El Parlamento Largo, donde se aprobó la Petición de derechos como ley en 1641

Con las Resoluciones rechazadas Carlos presentó una alternativa: estaba dispuesto a aprobar una declaración confirmando la Carta Magna y otros seis estatutos relacionados con las libertades a cambio de que esta declaración incluyera que no habría más ampliaciones de antiguas peticiones. La mayoría lo rechazaron porque no querían dejar en manos del gobierno el derecho a interpretar la ley después de los casos arbitrarios que se habían cometido durante la guerra. La cámara de los comunes contestó al Rey diciendo que confiaban en él pero preferían una solución pública. El Rey contestó a través de Lord Coventry diciéndoles que si confiaban en él no podían hacer una ley contra él. De esta forma renunciaron a redactar una ley ya que hubiera requerido de la aprobación del propio Carlos. Fue finalmente Sir Edward Coke quien dio un discurso sugiriendo que ambas cámaras unieran sus esfuerzos y aprobaran las cuatro resoluciones como una petición de derechos.
La Cámara de los Lores puso ciertos reparos pero finalmente aprobó la petición y la presentaron al Rey. La reacción del Rey fue retirar el uso de la palabra a los Comunes en el parlamento. Los Comunes culparon al Duque de Buckingham que era el favorito del Rey y pidieron su expulsión del parlamento. Ante la inminente necesidad de financiación para la guerra el Rey terminó aceptando de una forma poco definida la petición y fue entonces cuando las dos cámaras exigieron que declarara su total aceptación de la Petición de Derechos de una forma más contundente, lo que hizo el 7 de junio, restableciendo a su vez el favor real a sus opositores.

## Contenido
La Petición de Derechos proclama que los ingleses tienen diferentes derechos y libertades y estipula que nadie debe ser obligado a proporcionar un préstamo, hacer un regalo o pagar un impuesto sin un acto del parlamento, que ningún individuo libre debe ser encarcelado o detenido sin pruebas, y que los soldados o miembros del ejército real no pueden ocupar viviendas privadas sin el libre consentimiento de sus propietarios. Respecto a la ley marcial, restringe su uso a casos de guerra o rebelión directa y prohíbe las comisiones.

## Consecuencias y significado
La Petición influyó profundamente en los derechos contenidos en la Constitución de los Estados Unidos de América. Las cláusulas relativas al acantonamiento de tropas ayudaron posteriormente en la redacción de la tercera enmienda. 
A nivel local supuso un paso hacia la Revolución Inglesa de 1640.  Aunque el Parlamento no tenía partidos políticos en aquel entonces ni los tendría hasta el siglo XVIII, la Petición destaca porque supuso la colaboración entre parlamentarios y entre las dos cámaras por primera vez.
Además Carlos perdió la iniciativa política; hasta entonces los Lores actuaban de pantalla frente a los cambios políticos y solicitudes de los comunes. Con los Lores dispuestos a colaborar por primera vez con la cámara baja,  "la mayor protección de la corona en el parlamento se tambaleaba como nunca antes había sucedido y la crisis constitucional entre los Estuardo y sus parlamentarios había entrado en una nueva etapa".